# Saint-Quentin Volley
Il Saint-Quentin Volley è una società pallavolistica maschile francese con sede a San Quintino: milita nel campionato di Ligue B.

## Storia
Il club nasce nel 1969 come Foyer Laïque Saint-Quentin Volley-Ball e per diversi anni partecipa perlopiù a campionati di carattere zonale, assestandosi nei tornei regionali solo alla fine degli anni settanta. Si affaccia per la prima volta sul palcoscenico nazionale grazie alla vittoria del campionato di Régionale 1 1987-88, ma è solo dalla stagione 1993-94 che si mantiene stabilmente ad alti livelli.
La fine degli anni novanta coincide con l'approdo al professionismo, con la partecipazione al campionato di Pro B nell'annata 1999-00, mentre l'esordio nel massimo campionato francese coincide con la stagione 2004-05, terminata però con un'immediata retrocessione. Negli anni successivi la squadra riesce a tornare nella massima serie e a rimanervi per tre campionati consecutivi, salvo poi andare incontro a due retrocessioni consecutive che la relegano in Nationale 1.
Dopo due annate nella terza categoria nazionale il club ritrova la Ligue B nella stagione 2014-15, assumendo l'attuale denominazione di Saint-Quentin Volley e raggiungendo una tranquilla salvezza.

## Rosa 2015-2016
| N° | Nome              | Ruolo | Data di nascita   | Nazionalità sportiva |
| -- | ----------------- | ----- | ----------------- | -------------------- |
| 2  | Jaromír Koláčný   | S/O   | 25 aprile 1980    | Rep. Ceca            |
| 3  | Jérémie Lortie    | C     | 30 gennaio 1991   | Canada               |
| 4  | Bertrand Morelle  | L     | 30 settembre 1978 | Francia              |
| 5  | Paul Cooper       | P     | 28 marzo 1993     | Francia              |
| 6  | Marko Zlatić      | C     | 9 luglio 1979     | Serbia               |
| 7  | Aleksandar Milkov | S     | 12 maggio 1982    | Macedonia del Nord   |
| 10 | Luka Čubrilo      | P     | 20 luglio 1988    | Serbia               |
| 11 | Glenn Tuifua      | S     | 22 gennaio 1988   | Francia              |
| 13 | Joël Soltin       | C     | 9 giugno 1985     | Francia              |
| 16 | Thierry Raharison | S     | 3 ottobre 1989    | Francia              |